# Jebtsundamba Kutuktu
El  Jebtsundamba Khutuktu  (en mongol: Жавзандамба хутагт, Javzandamba Khutagt; tibetà: རྗེ་བཙུན་དམ་པ་ Jetsun Damp, "Sant i Venerable Senyor") és el líder espiritual dels pobles mongols i màxim jerarca del budisme lamaista mongol, i el lama de major rang en Mongòlia. Pertany a la tradició Gelug del budisme tibetà.

## Història
Zanabazar (1635-1723), va ser reconegut el 1640 pel Dalai Lama i el Panchen Lama com la reencarnació de l'erudit budista Taranatha, qui predicà el budisme entre els mongols. Zanabazar es va convertir així en el líder espiritual dels mongols khalkha, l'ètnia predominant de Mongòlia. El successor de Zanabazar també va provenir de l'elit aristocràtica de Mongòlia, descendents directes de Genguis Kan. Després de la caiguda de l'Imperi Mongol (la religió oficial era el budisme tibetà) i l'annexió de Mongòlia a l'Imperi Xinès, emperadors xinesos van intentar que les encarnacions del Jebtsundamba Khutuktu fossin exclusivament tibetanes. No obstant això, després de la declaració d'independència de Mongòlia el 1911, el vuitè Jebtsundamba Khutuktu, Bogd Khan (1869-1924) va ser elegit emperador de Mongòlia, i va ser així un líder espiritual i polític de forma similar al Dalai Lama al Tibet. La revolució mongola que va establir un govern comunista de la República Popular de Mongòlia va permetre al Bogd Khan mantenir un tron simbòlic però, després de la seva mort, el govern va declarar que no hi hauria més reencarnacions del Jebtsundamba Khutuktu. Els lames mongols, però, van reconèixer una nova encarnació d'aquest gairebé immediatament i van informar-ne el Dalai Lama a Lhasa. Després l'infant desapareix del registre històric.
L'actual Jebtsundamba Kutuktu va néixer com a Jampal Namdol Chokyi Gyaltsen a Lhasa, Tibet, fill d'un guardaespatlles personal del Dalai Lama. Com que Mongòlia es trobava sota domini comunista, la seva identitat es va mantenir en secret. Per això, va viure una vida ordinària, es va casar dues vegades i va tenir diversos fills. No és fins a la caiguda del comunisme a la Unió Soviètica i Mongòlia que el Dalai Lama va fer pública la identitat de l'actual Jebtsundamba Khutuktu. Una cerimònia on se'l va coronar en el càrrec es va fer a la capital de Mongòlia, Ulan Bator, el 1990.